# Bisdom Vijayawada
Het bisdom Vijayawada (Latijn: Dioecesis Viiayavadana) is een rooms-katholiek bisdom met als zetel Vijayawada, in India. Het bisdom is suffragaan aan het aartsbisdom Visakhapatnam. 

## Geschiedenis
Het bisdom werd opgericht op 10 januari 1933, als de missio sui iuris Bezwada, uit delen van het bisdom Hyderabad. Op 13 april 1937 werd het verheven tot bisdom, en werd suffragaan aan het aartsbisdom Madras. Op 21 oktober 1950 veranderde het van naam naar bisdom Vijayawada. Op 19 september 1953 veranderde het van kerkprovincie en werd suffragaan aan het aartsbisdom Hyderabad. Op 16 oktober 2001 veranderde het nogmaals van kerkprovincie en werd suffragaan aan het aartsbisdom Visakhapatnam. 

## Parochies
Het bisdom had in 2020 een oppervlakte van 8.727 km2 en telde 4.891.890 inwoners waarvan 6,1% rooms-katholiek was.

## Bisschoppen
- Domenico Grassi (11 november 1933 - 9 mei 1951; superior sinds 11 november 1933; apostolisch administrator sinds 13 april 1937; bisschop sinds 3 december 1938)
- Ambrogio De Battista (13 december 1951 - 23 januari 1971)
- Joseph S. Thumma (23 januari 1971 - 8 november 1996; coadjutor sinds 2 januari  1970)
- Marampudi Joji (8 november 1996 - 29 januari 2000)
- Prakash Mallavarapu (26 juli 2002 - 3 juli 2012)
  - Joji Govindu (apostolisch administrator: 9 augustus 2012 - 2 februari 2016)
- Joseph Raja Rao Thelegathoti (19 december 2015 - heden)

## Galerij van afbeeldingen

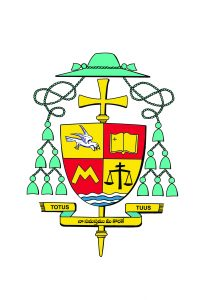
Wapen van het bisdom
Kaart van het bisdom

Visakhapatnam (aartsbisdom) · Eluru · Guntur · Nellore · Srikakulam · Vijayawada